# Кирка (пьеса)
«Кирка» (др.-греч. ) — сатировская драма древнегреческого драматурга Эсхила (первая половина V века до н. э.), посвящённая мифам троянского цикла. Её текст почти полностью утрачен.
Заглавная героиня пьесы — волшебница, которая превращает попавших на её остров путников в свиней. Так же она поступает и с товарищами Одиссея, а его самого делает своим возлюбленным. Хор в этой сатировской драме, состоял, по-видимому, из пленников Кирки. От всего текста сохранилась только одна строка, в которой говорится об организации праздничного пира; по аналогии антиковеды присоединили к ней ещё несколько отрывков, которые не могут быть надёжно идентифицированы.
К тому же циклу принадлежали трагедии «Вызыватели душ», «Пенелопа» и «Собиратели костей».